# Martwa Wisła

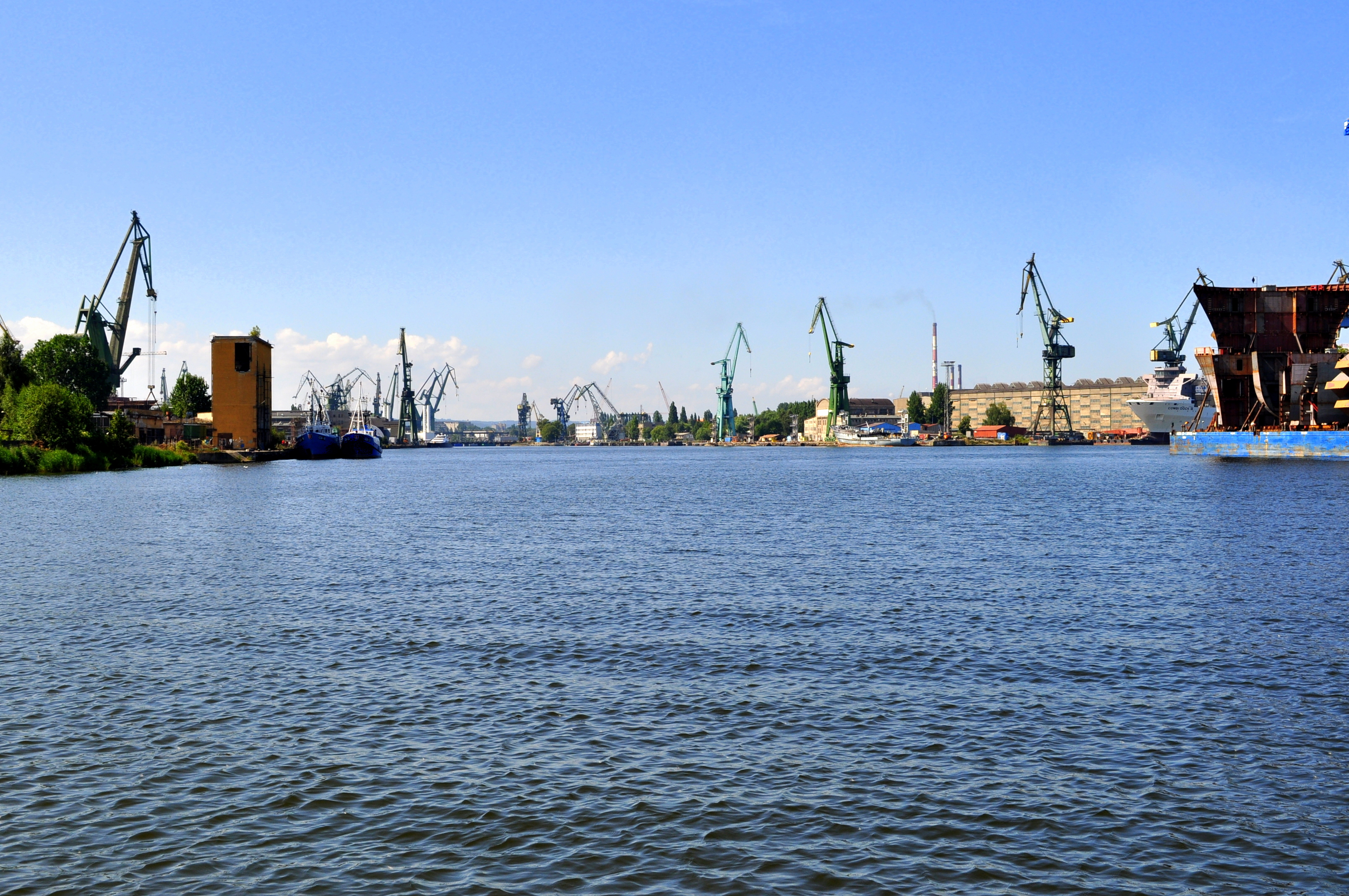
Martwa Wisła

Martwa Wisła (kaszb. Wislónô Sztremlëzna, niem. Tote Weichsel) – rzeka będąca częścią Wisły Leniwki, powstała po zmianach koryta rzeki:
- w 1840 r. nazwę Martwa Wisła przybrał odcinek Leniwki od jej ujścia do wsi Górki (obecnie Górki Zachodnie i Górki Wschodnie), gdzie wody rzeki w wyniku zatoru lodowego znalazły nowe ujście do Zatoki Gdańskiej (jako Wisła Śmiała).
- w wyniku przeprowadzonego w latach 1890–1895 w okolicach Świbna przekopu Wisły, powstało nowe ujście Leniwki: od miejscowości Przegalina do Zatoki Gdańskiej powstał przekop Wisły. Nazwę Martwa Wisła przybrał wówczas odcinek dawnej Leniwki od Przegaliny do ujścia przy Westerplatte w Gdańsku.

Nazwę Martwa Wisła ustalono urzędowo w 1949 roku.
Od lat 80. XX wieku starorzecze Wisły w rejonie Przegaliny zaczęto zasypywać popiołami z elektrociepłowni "Wybrzeże" w Gdańsku, transportowanymi drogą wodną na barkach. Początkowo zamierzano zasypać pow. ok. 100 ha, ostatecznie zapełniono odpadami 40 ha dawnego koryta. Martwa Wisła ma jednak nadal połączenie z głównym ujściowym korytem Wisły poprzez śluzę w Przegalinie (wybudowaną w 1895).
Zgodnie z Rozporządzeniem Rady Ministrów z 2002 r. ws. klasyfikacji śródlądowych dróg wodnych, Martwa Wisła ma klasę żeglowną Vb i jest dostępna dla statków o nośności do 4000 ton i zanurzeniu do 3 m.
Planowane jest utworzenie użytków ekologicznych "Szuwary w Przegalinie", "Szuwary Wyspy Sobieszewskiej" (w Sobieszewskiej Pastwie) oraz "Sobieszewska Pastwa i szuwary" (między Sobieszewską Pastwą i Sobieszewem), mające na celu ochronę zbiorowisk roślinnych typu szuwarowego (szuwar trzcinowy w pierwszym przypadku oraz trzcina pospolita w kolejnych), a także takich roślin, jak aster solny, mlecznik nadmorski, popłoch pospolity, sit Gerarda, świbka morska.